# محمدتقی حاج‌طرخانی
محمدتقی حاجى طرخانى (۱۳۰۸–۱۷ تیر ۱۳۵۸) معروف به تقی حاج‌طرخانى بازرگان و بنیان‌گذار مسجد قبا و از اعضای هیئت موتلفه اسلامی و از مخالفان حکومت پهلوی بود که در تیر ۱۳۵۸ به دست گروه فرقان ترور شد.

## خانواده و فعالیتهای اقتصادی
پدر او حاج اقا رضا شاهپورى (حاجى ترخانى) و عموى او ميرزا جوادآقا تهرانى (حاجى ترخانى) از علماى بزرگ و به نام حوزه علميه مشهد بود. خانواده مادری او از خاندان فیروزآبادی بودند. وی دو برادر و سه خواهر داشت. برادر بزرگ وی کاظم حاجی ترخانى، مؤسسه تاکسیرانی شهر تهران را همراه با ميرزا عبداله مقدم ایجاد کرد و نيز اولین روغن نباتی در ایران در کارخانجات صنعتی تهران به نام روغن نباتی گل را تولید و پخش نمود. برادر ديگر او على حاجى ترخانى از بزرگان عرصه مديريت و نماينده سيد روح الله خمينى در اتاق بازرگانى ايران بود. از دیگر فعالیت هاى صنعتی خانواده حاجى ترخانى می‌توان به تشکیل شركت پخش قند و شکر و نيز تأسیس شرکت قند حبه فادا و تولید اولین قند حبه در ایران، اخذ نمایندگی کارخانجات سیمان و پخش سیمان در کشور، راه اندازی بزرگترين مؤسسه حمل و نقل به منظور توزیع سیمان و سایر کالاها و … نام برد.
برادران حاجى ترخانى در سال ۱۳۳۳ به همراه مهندس مهدی بازرگان، مرتضی مطهری، یدالله سحابی، مصطفی کتیرایی و… مؤسسه «مکتب متاع» را تأسیس کردند. و همچنین در تأسیس شرکت سهامی انتشار، شرکت نشر قلم، انجمن اسلامی مهندسین، انجمن اسلامی پزشکان، انجمن‌اسلامی معلمین، انجمن اسلامی بانوان، دبیرستان کمال نارمک و مؤسسه اسلامی نارمک فعال بودند.

## تأسیس مسجد قبا
حاج‌طرخانی بنیانگذار مسجد قبا بود، مسجدی که به یکی از سنگرهای اصلی مبارزات مذهبی علیه حکومت پهلوی تبدیل شد. مسجد قبا در خیابان شریعتی، خیابان زبرجد (ناطق‌نوری) از سال۱۳۵۳ تأسیس شد. زمین این مسجد را حاج‌حسینیان وقف کرد. مفتح امامت جماعت آن را بر عهده داشت. هیئت امنای این مسجد عبارت بودند از: محمد مفتح، محمدتقی حاجی‌ترخانی، ابوالفضل توکلی‌بینا، حسین مهدیان و هاشم صباغیان. از سخنرانان این مسجد می‌توان به: مهدی بازرگان، مرتضی مطهری، علی تهرانی و حسن لاهوتی اشاره کرد. همچنین ساختمان مسجد اعظم قم نیز توسط پدر او  رضا شاهپورى (حاجى ترخانى) بنا شد.
زمين مسجد الرسول سعادت آباد نيز متعلق به وى بود كه جهت ساخت مسجد وقف گرديد. 
مسجد امام حسن عسگرى قم نيز توسط كاظم حاجى ترخانى بازسازى و گسترش يافت.
مسجد جامع قلعه شنبه گلشهر كرج نيز توسط على حاجى ترخانى بنا شد.

## آشنایی با رهبر گروه فرقان
جعفر شجونی در مورد رابطه اکبر گودرزی با تقی حاج‌طرخانی می‌گوید که وی در پیش از انقلاب توسط طرخانی در مسجد قبا پنهان شده و طرخانی شخصاً یا توسط اعضای خانواده اش برای او غذا می‌برد. گودرزی در برابر پرسش همسر طرخانی در خصوص علت ترور وی، علت این امر را عدم پرداخت ۵۰۰ هزار تومان به گودرزی پس از انقلاب برای فعالیتهای گروهش بیان کرد.

## ترور
حاج‌طرخانی در ۱۷ تیرماه ۱۳۵۸ توسط گروه فرقان ترور شد. در این عملیات ترور دو نفر از اعضای گروه فرقان شرکت داشتند. او مقابل منزلش واقع در خیابان دکتر شریعتی، خیابان شهرزاد، کوچه معقول توسط دو موتور سوار عضو این گروه مورد اصابت سه گلوله قرار می‌گیرد و در راه بیمارستان درمی‌گذرد.
بنا به نوشته روزنامه کیهان پزشک کشیک اورژانس بیمارستان ایرانمهر، چنین می‌گوید: 
حدود ساعت ۲۲ و ۴۵ دقیقه دیشب [شامگاه ۱۶ تیرماه ۵۸] حاج‌طرخانی را به بیمارستان آوردند ولی در راه جان سپرده بود. سه گلوله؛ یکی به ناحیه سینه طرف راست و یکی ناحیه شکم طرف چپ و سومی به پهلوی چپ قسمت پایین اصابت کرده بود.
هاشم صباغیان وزیر کشور دولت موقت و از اعضای بنیانگذار نهضت آزادی ایران باجناق او می‌باشد. همچنین سید تقی خاموشی و سید علینقی خاموشی  پسرعمه های محمدتقی حاج‌طرخانی بودند.